# ماروین برایان
ماروین برایان (انگلیسی: Marvin Bryan؛ زادهٔ ۲ اوت ۱۹۷۵) بازیکن فوتبال اهل بریتانیا است.
از باشگاه‌هایی که در آن بازی کرده‌است می‌توان به باشگاه فوتبال دونکستر راورز، باشگاه فوتبال کویینز پارک رنجرز، باشگاه فوتبال روترهام یونایتد، باشگاه فوتبال بری، و باشگاه فوتبال بلکپول اشاره کرد.